# NGC 3200
NGC 3200 ist eine Balken-Spiralgalaxie vom Hubble-Typ SBbc im Sternbild Hydra südlich der Ekliptik. Sie ist schätzungsweise 149 Millionen Lichtjahre von der Milchstraße entfernt und hat einen Durchmesser von etwa 190.000 Lj.
Die Supernova SN 1953D wurde hier beobachtet.
Das Objekt wurde am 10. April 1882 von Edward Singleton Holden entdeckt.